# スンガイ・ブロー駅
スンガイ・ブロー駅（スンガイ・ブローえき、マレー語: Stesen Sungai Buloh）はマレーシアセランゴール州スンガイ・ブローにある、マレー鉄道とラピドKLの駅。

## 概要
マレー鉄道のウエスト・コースト線とKTMコミューターポート・クラン線、ラピドKLのカジャン線が乗り入れ、接続駅となっている。

## 歴史
- 1892年11月7日 - 駅開業。（ラワン - クアラルンプール間の開業による）
- 1995年8月14日 - KTMコミューター ラワン - クアラルンプール間運行開始。
- 2016年12月16日 - ラピドKLカジャン線　スンガイ・ブロー - セマンタン間運行開始。

## 駅構造
マレー鉄道とラピドKLは駅舎を一体化しており、コンコース・改札口は2階に位置する。出口はA,B,Cの3箇所ある。

### マレー鉄道
相対式ホーム2面2線をもつ地上駅である。駅舎は北側にあり、下りホームに面している。上りホームとは構内の跨線橋で結ばれている。上下線の線路2本の間に通過線が2本ある。

#### のりば
| 1 | ■ウエスト・コースト線 | KLセントラル・タンピン・グマス方面                 |
| 1 | 2 ポート・クラン線    | KLセントラル・スバン・ジャヤ・ポート・クラン方面   |
| 2 | ■ウエスト・コースト線 | イポー・バターワース・パダン・ブサール方面         |
| 2 | 2 ポート・クラン線    | ラワン・クアラ・クブ・バル・タンジュン・マリム方面 |

プラットホーム

### ラピドKL
3階に島式ホーム1面2線をもつ高架駅である。プラットホーム上にホームドアを有する。

#### のりば
| 1 | 9 カジャン線 | ムジウム・ネガラ・ブキッ・ビンタン・カジャン方面 |
| 2 | 9 カジャン線 | 当駅止まり                                       |

## 駅周辺
- ELCインターナショナルスクール（英語版）
- クアラ・セランゴール通り

## バス路線

### フィーダーバス

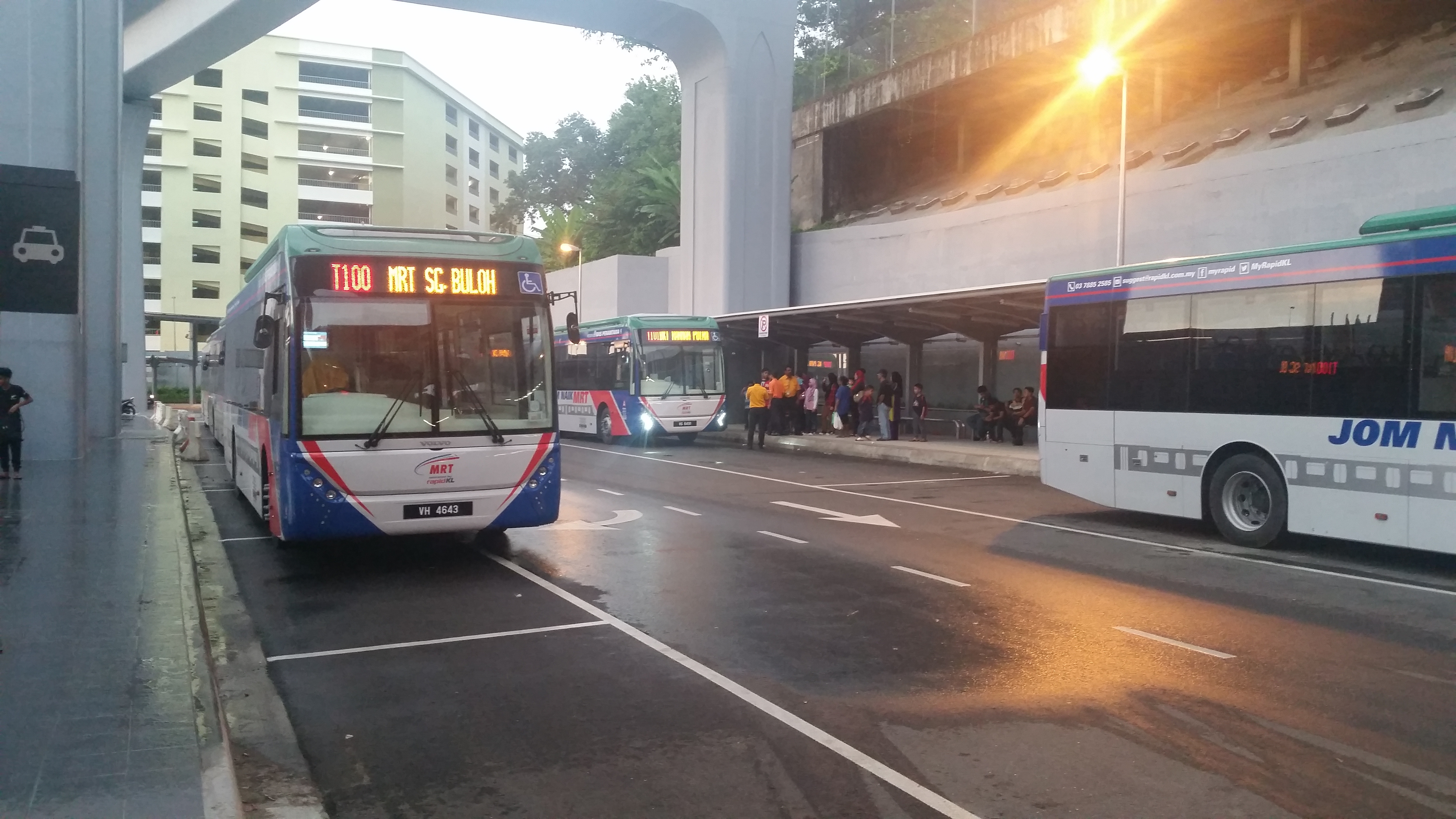
フィーダーバスの乗り場

ラピドKLスンガイ・ブロー-カジャン線の開業により、フィーダーバス乗り場が駅と周辺の住宅街と直結するようになった。
| 路線番号 | 始発地             | 行先                                                 | 経由 |
| -------- | ------------------ | ---------------------------------------------------- | --- |
| T100     | スンガイ・ブロー駅 | スンガイ・ブロー病院 UiTMスンガイ・ブロー            | ジャラン病院 スンガイ・ブロー病院 UiTMスンガイ・ブロー |
| T101     | スンガイ・ブロー駅 | ブギッ・ラフマン・プトラ                             | ジャラン病院 クスタ通り カンプン・メラユ・スンガイ・ブロー ペルシアラン・ブギッ・ラフマン3 ペルシアラン・ブギッ・ラフマン・プトラ1 べサール・バンダル・バル・スンガイ・ブロー通り クアラ・セランゴール通り |
| T102     | スンガイ・ブロー駅 | カンプン・パヤ・ジャラス クブ・ガジャ アマン・スリヤ | クアラ・セランゴール通り パヤ・ジャラス・テンガッ通り クブ・ガジャ通り |
| T103     | スンガイ・ブロー駅 | ダマンサラ・ダマイ                                   | クアラ・セランゴール通り PJU 10/1通り |
| T105     | スンガイ・ブロー駅 | マタン・パサール                                     | クスタ通り カンプン・メラユ・スンガイ・ブロー通り マタン・パサール通り SP 4通り SP 17通り |

### トランクバス
トランクバスは駅のエリアに立ち入ることは無いが、近隣のクアラ・セランゴール通り沿いに停車する。バス乗り場はB出口からのペデストリアンデッキで連絡が可能である。
| 路線番号                           | 始発地                                                      | 行先                                      | 経由                               |
| セランゴール・オムニバス・サービス | セランゴール・オムニバス・サービス                          | セランゴール・オムニバス・サービス        | セランゴール・オムニバス・サービス |
| ---------------------------------- | ----------------------------------------------------------- | ----------------------------------------- | ---------------------------------- |
| 100                                | メダン・パサール, クアラルンプール(LRTマスジット・ジャメ駅) | クアラ・セランゴール                      |                                    |
| 101                                | バンダル・サウジャナ・ウタマ                                | スンガイ・ブロー駅                        |                                    |
| 107                                | メダン・パサール、クアラルンプール                          | ベスタリ・ジャヤ (バタン・ベルジュンタイ) | イジョク                           |

## 隣の駅
マレー鉄道
ウエスト・コースト線
ETSプラチナム（ETS Platinum）
タンジュン・マリム駅/バタン・カリ駅 - スンガイ・ブロー駅 - クアラルンプール駅
ETSゴールド（ETS Gold）
バタン・カリ駅/ラワン駅 - スンガイ・ブロー駅 - クポン・セントラル駅/クアラルンプール駅
ETSシルバー（ETS Silver）
ラワン駅 - スンガイ・ブロー駅 - クポン・セントラル駅
2 ポート・クラン線
クアン駅 (KA09) - スンガイ・ブロー駅 (KA08) - クポン・セントラル駅 (KA07)
ラピドKL
9 カジャン線
スンガイ・ブロー駅 (SBK01) - カンプン・セラマッ駅 (SBK02)